# Сяка-де-Кимп
Сяка-де-Кимп (рум. Seaca de Câmp) — село у повіті Долж в Румунії. Входить до складу комуни Сяка-де-Кимп.
Село розташоване на відстані 236 км на захід від Бухареста, 64 км на південний захід від Крайови.

## Населення
За даними перепису населення 2002 року у селі проживали 1082 особи, усі — румуни. Усі жителі села рідною мовою назвали румунську.